# 森岡元隆
森岡 元隆（もりおか もとたか）は、江戸時代中期の弘前藩士。

## 生涯
延宝8年（1680年）、森岡元長の子として誕生。
才気煥発で主君・津軽信政からの信任が厚かった。元禄15年（1702年）9月、家老となると、200石加増され、1,200石になり、宝永3年（1706年）700石、同5年（1708年）600石の加増で2,300石となった。翌年（1709年）、6代将軍・徳川家宣が全国の大名に鶴の献上を命じると、諸大名は生類憐れみの令を気にしてなかなか献上しないところ、将軍の命であるとして反対派を抑え献上し、家宣から称賛された。翌年、信政の霊廟建築の惣奉行となった。
正徳2年（1712年）、高照神社の遷宮挙式を前に死去した。実はこの死は信政を追った殉死で、信政が死去した宝永7年（1710年）の12月には自宅で切腹しており、当時殉死が禁じられていた為、2年後に届けたという。